# 糙叶榕
糙叶榕（学名：Ficus irisana），又名涩叶榕，是桑科榕属的植物。分布在印度尼西亚、台湾岛、琉球群岛、菲律宾等地，多生长于低海拔沿海岛屿，目前已由人工引种栽培。